# الجدل حول رسم الخرائط
يعد الجدل حول رسم الخرائط أو كما يعرف (بالإنجليزية: Mapping Controversies)‏ دورة أكاديمية تدرس في دراسات العلوم،  وتنبع من كتابات عالم الاجتماع والفيلسوف الفرنسي برونو لاتور. ويركز «الجدل حول رسم الخرائط» بشكل حصري على الخلافات المحيطة بالمعرفة العلمية، وذلك بدلاً من الحقائق أو النتائج العلمية الراسخة. وبالتالي، فهو يساعد علماء الاجتماع، وعلماء الأنثروبولوجيا وغيرهم من علماء الاجتماع، بالحصول على رؤى لا تتعلق في المعرفة العلمية في حد ذاتها، بل في عملية اكتساب المعرفة. وهكذا، يلقي الجدل حول رسم الخرائط الضوء على تلك المراحل المتوسطة المقابلة لعملية البحث الفعلية، ويحدد الروابط بين العمل العلمي وأنواع أخرى من الأنشطة.

## التاريخ
تم اقتراح مصطلح «الجدل حول رسم الخرائط» لأول مرة فيما يتعلق بتحليل الجدل العلمي والتكنولوجي،  ومن ثم أعيد تأكيده مؤخرًا، باعتباره منهجًا منهجيًا قابلاً للتطبيق على نطاق واسع يتجاوز حدود دراسات العلوم. ويتم استخدامه في العادة للمنهجية التي تحدد وتتبع الجدل، أو الجدل المحيط بالحقيقة العلمية، ويتم استخدام أدوات التصوير المختلفة لتقديم المشكلة في تعقيدها.
ومن شهر يناير في عام 2008 حتى شهر ديسمبر 2009، قام لاتور بتنسيق مشروع "خلافات الجدل حول العلوم للسياسة "أو كما يكتب مختصراً (بالإنجليزية: MACOSPOL) ". وموقع العرض هو mappingcontroversies.net 
وفي عام 2008-2009، بدأت عدة جامعات في أوروبا والولايات المتحدة الأمريكية، في تدريس دورات «الجدل حول رسم الخرائط» للطلاب في العلوم السياسية،  والهندسة،   وكذلك الهندسة المعمارية.
وجرت محاولة سابقة لإثارة الجدل، وكانت في إعدادات المتحف في معرض الأبحاث في فيينا عام 2005.